# عبد الكريم بن صنيتان العمري
عبد الكريم بن صنيتان العمري الحربي، عالم فقه سعودي وهو أستاذ الفقه في الجامعة الإسلامية بالمدينة المنورة، وله العديد من المؤلفات والبحوث المتعلقة بالفقه الإسلامي وأمن المجتمع.

## نشأته وتعليمه
ولد في الحناكية في منطقة المدينة المنورة.

## الأعمال الإدارية
- باحث في مركز البحث العلمي بالجامعة.
- وكيل مركز البحث العلمي.
- رئيس قسم الفقه.
- ممثل كلية الشريعة بالمجلس العلمي بالجامعة.
- أمين المجلس العلمي.
- عضو اللجنة العلمية لتحكيم الأبحاث العلمية.
- عضو هيئة تحرير مجلة الجامعة الإسلامية.
- عضو هيئة تحرير مجلة النادي الأدبي بالمدينة.
- عضو الهيئة الاستشارية لمركز التميز البحثي في فقه القضايا المعاصرة.
- أستاذ كرسي الشيخ عبد العزيز بن باز لدراسات الحكمة في الدعوة.[1]

## التحكيم و المناقشات
- تحكيم أبحاث أعضاء هيئة التدريس في الجامعات (داخل المملكة وخارجها).
- تحكيم أبحاث مقدمة للمجلات العلمية ومراكز البحوث.
- تحكيم أبحاث جائزة نايف بن عبد العزيز آل سعود العالمية.
- تحكيم أبحاث جائزة المدينة المنورة.
- الإشراف والمناقشة لرسائل الماجستير والدكتوراه في العديد من الجامعات في الفقه والدعوة والتربية والأنظمة والسياسة الشرعية.
- عضو في برنامج (الزائر الدولي - International visitor leadership program): وهو برنامج تنظمه وزارة الخارجية الأمريكية.
- له حضور ومشاركة ملحوظة في العديد من المؤتمرات والندوات العلمية.
- له العديد من الدورات المتعلقة بمواضيع حقوق الإنسان و مهارات التعامل مع الآخرين.

## مؤلفاته

### أولاً: المؤلفات العلمية
مشروعية الصداق في الشريعة الإسلامية.
- فقه الحكم بن عُتيبة الكندي.
- الفقه الميسر في ضوء الكتاب والسنة (اشتراك).
- دور المسجد في تحقيق أمن المجتمع.
- معالم الأمن والسلام في حجة سيد الأنام.
- العناية الربانية بالنفس الإنسانية.
- الأمن الاجتماعي.
- منهج الإسلام في بناء الأسرة.
- القيم الإسلامية.
- سماحة الإسلام.
- معالم من الحرمين الشريفين.
- ظاهرة سرقة المنازل والسيارات ( اشتراك ).
- الإسلام وحقوق الإنسان ( تحت الطبع ).
- الوطنية تطبيقات وسلوك.
- مفاسد الإرهاب.
- التفجيرات، أضرارها على الفرد والمجتمع.
- الأضرار الناجمة عن تعاطي المسكرات والمخدرات.

### ثانياً: التحقيق العلمي
- اللباب في الفقه الشافعي، للمحاملي.
- صلة الناسك في صفة المناسك، لابن الصلاح.
- البحث المسفر عن تحريم كل مسكر ومفتر للشوكاني.
- مزيد النعمة لجمع أقوال الأئمة للمحلي الشافعي.
- المسائل المهمة فيما يحناج إليه عاقد النكاح ، للمقدسي الحنبلي.
- نزهة العين في كاة المعدنين، للجبرتي الحنفي.
- أحكام المسابقة على الخيل والإبل، لابن تيمية.
- تسلية الأعمى عن بلية العمى.
- تحقيق الرجحان بصوم يوم الشك من رمضان، للكرمي.
- معطية الأمان من حنث الأيمان، لابن العماد الحنبلي.

## النشاط الإعلامي
له العديد من المقالات المنشورة في الصحف والمجلات.
- إعداد وتقديم العديد من البرامج في الإذاعة والتلفزيون ومنها:
- (الإسلام والحياة) القناة الأولى في التلفاز السعودي.
- (حديث الجمعة) القناة الأولى في التلفاز السعودي.
- (التوعية الإسلامية في الحج) القناة الأولى في التلفاز السعودي.
- (من أعلام المسلمين) القناة الأولى في التلفاز السعودي.
- حقوق الإنسان في الإسلام (إذاعة القرآن الكريم).
- صفحات رمضانية (إذاعة القرآن الكريم).
- معالم من الحرمين الشريفين (إذاعة نداء الإسلام).
- تسهيل المناسك (إذاعة نداء الإسلام).
- فقه المرأة في الحج (إذاعة نداء الإسلام).
- صيام الصالحين (إذاعة نداء الإسلام).
- الحج المبرور (إذاعة نداء الإسلام).
- من أسرار الصيام وحكمه (إذاعة نداء الإسلام).
- مسابقة رمضان (نداء الإسلام).
- الأمن الاجتماعي في ضوء الإسلام (إذاعة البرنامج الثاني).
- الملك عبد العزيز في مرآة الفكر (إذاعة البرنامج الثاني).
- من المكتبة الإسلامية (البرنامج الثاني).
- القيم السامية في الإسلام (إذاعة نداء الإسلام).
- مناهج إسلامية (إذاعة نداء الإسلام).
- في رياض القرآن والحديث النبوي (إذاعة نداء الإسلام).
- ندوة الفكر الإسلامي (إذاعة نداء الإسلام).
- المدينة عاصمة الثقافة (ندوة).

## وصلات خارجية
- كرسي الشيخ عبد العزيز بن باز.